# Jecimauro José Borges
Jecimauro José Borges (* 22. April 1980 in Guaratinguetá), auch bekannt als Jeci, ist ein ehemaliger brasilianischer Fußballspieler.

## Karriere
2007 unterschrieb er einen Vertrag beim Zweitligisten Coritiba FC. 2007 feierte er mit dem Verein die Zweitligameisterschaft und den Aufstieg in die erste Liga. Sommer 2008 wechselte er zu SE Palmeiras. Sommer 2009 kehrte er zu Coritiba FC zurück. Am Ende der Série A 2009 stieg der Verein in die zweite Liga ab. 2010 feierte er mit dem Verein die Zweitligameisterschaft und den Aufstieg in die erste Liga. 2011 erreichte er mit dem Verein das Finale des Copa do Brasil. 2012 wechselte er zum japanischen Kawasaki Frontale, bestritt 56 Erstligaspiele und schoss dabei sechs Tore. 2013 und 2014 erreichte er mit Kawasaki das Halbfinale des J.League Cup. 2015 kehrte er nach Brasilien zurück und unterschrieb einen Vertrag bei Avaí FC. Von 2016 bis 2017 spielte er bei Grêmio Novorizontino. Ende 2017 beendete er seine Karriere als Fußballspieler.